# Ophioglossum pendulum
Ophioglossum pendulum är en låsbräkenväxtart. Ophioglossum pendulum ingår i släktet ormtungor, och familjen låsbräkenväxter.

## Underarter
Arten delas in i följande underarter:
- O. p. falcatum
- O. p. pendulum

## Bildgalleri

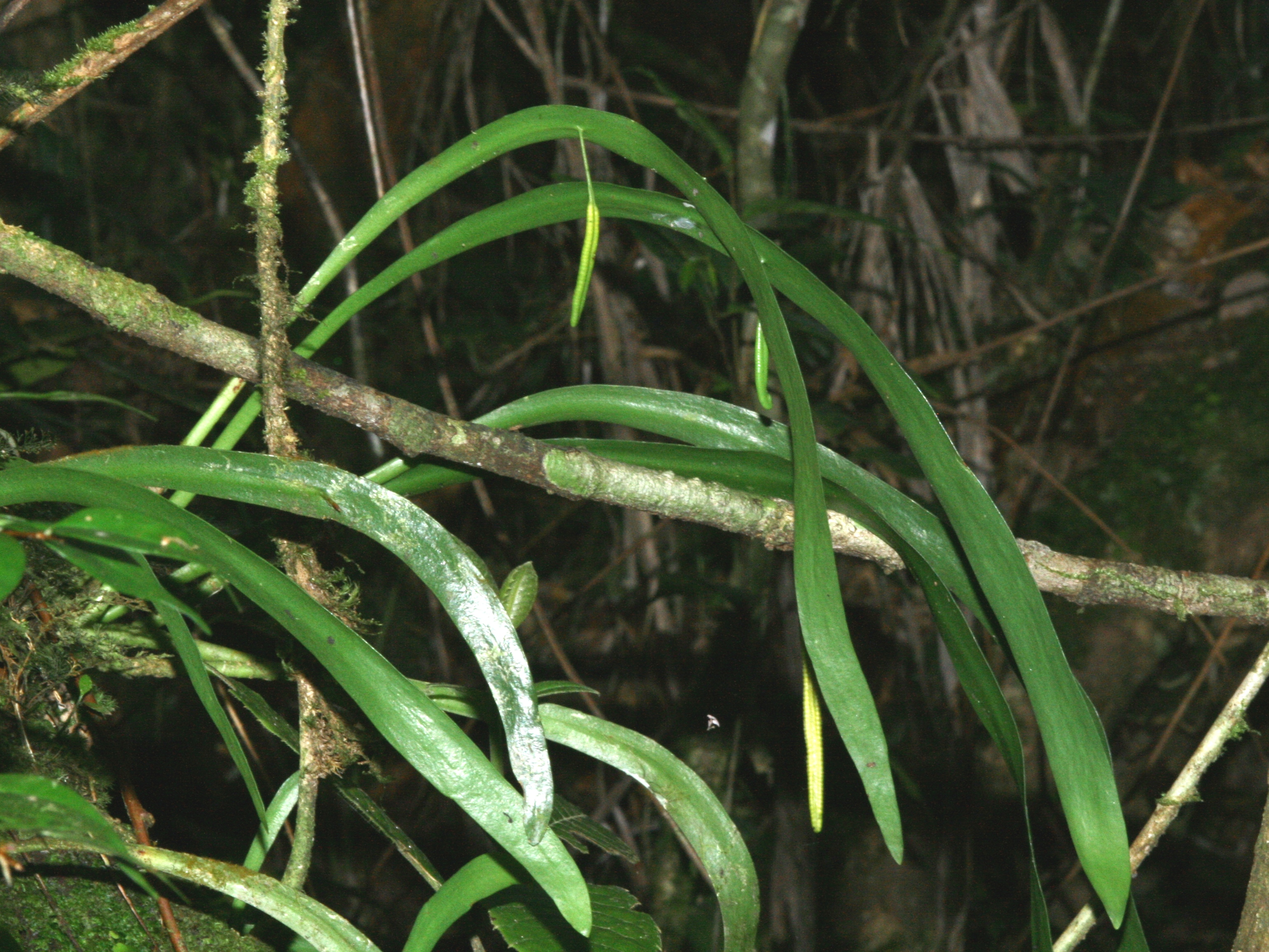
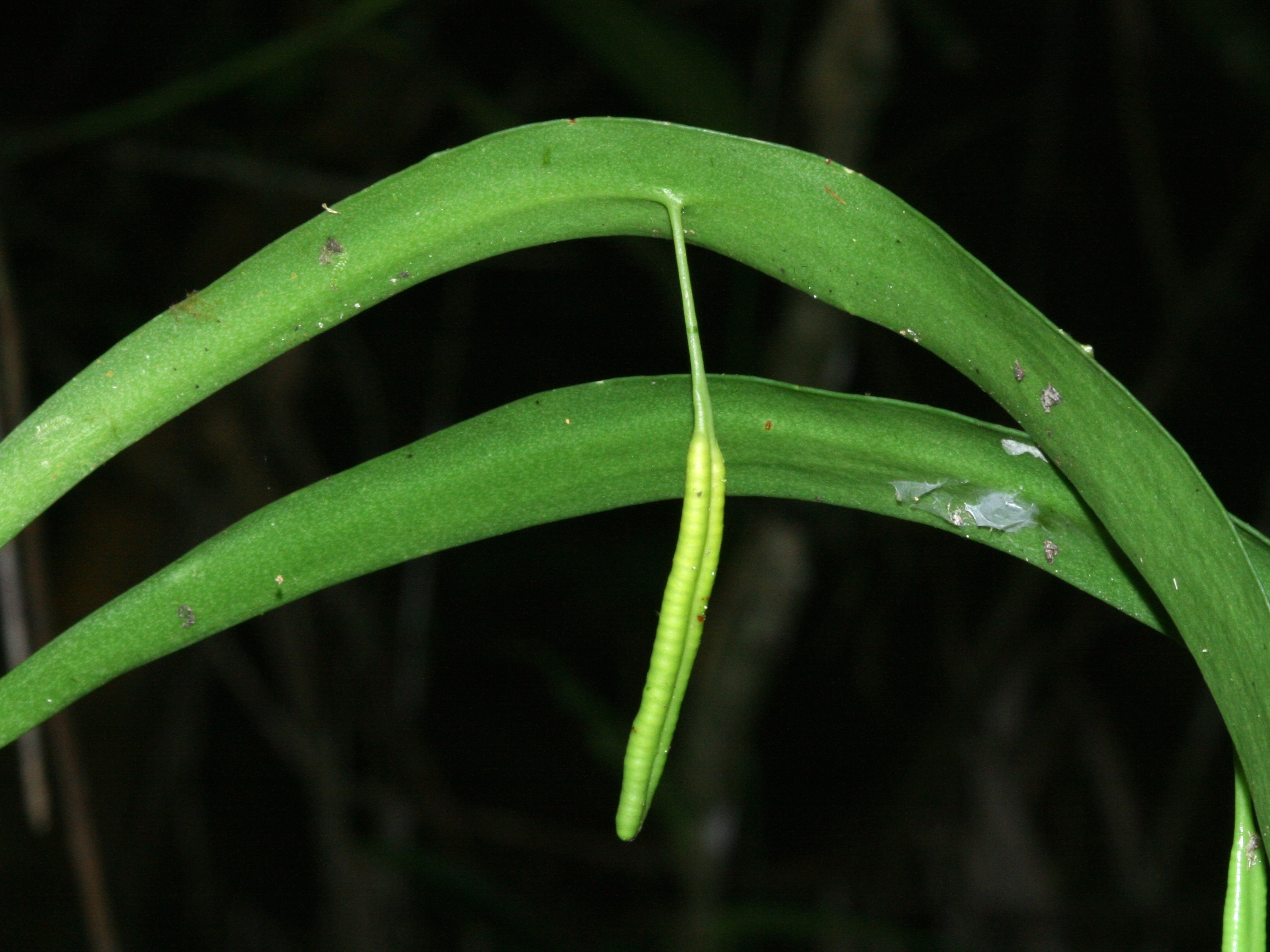
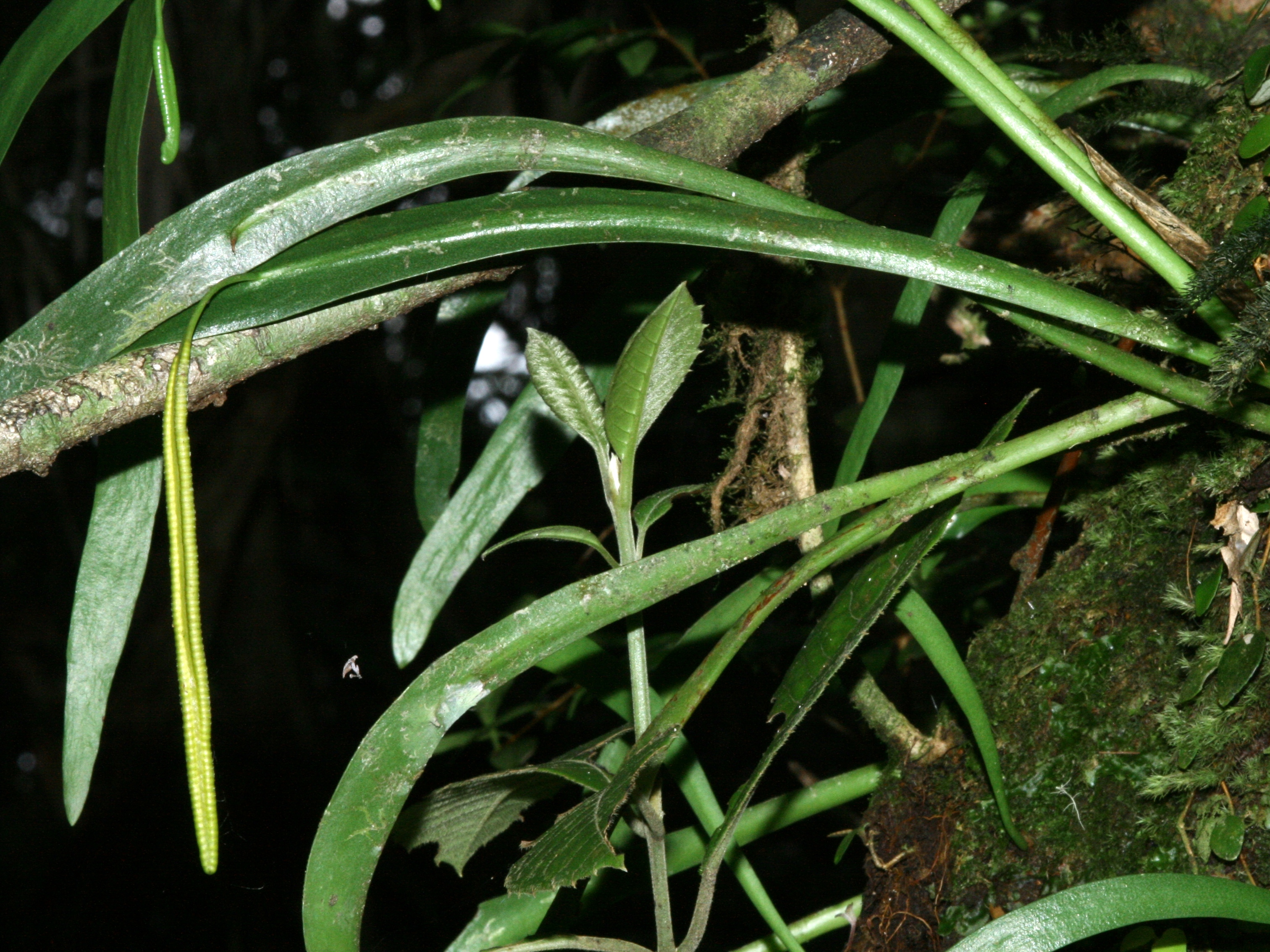
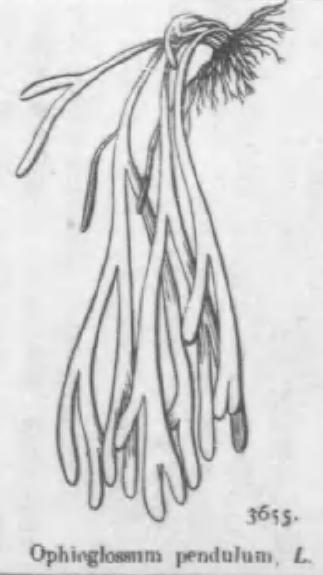
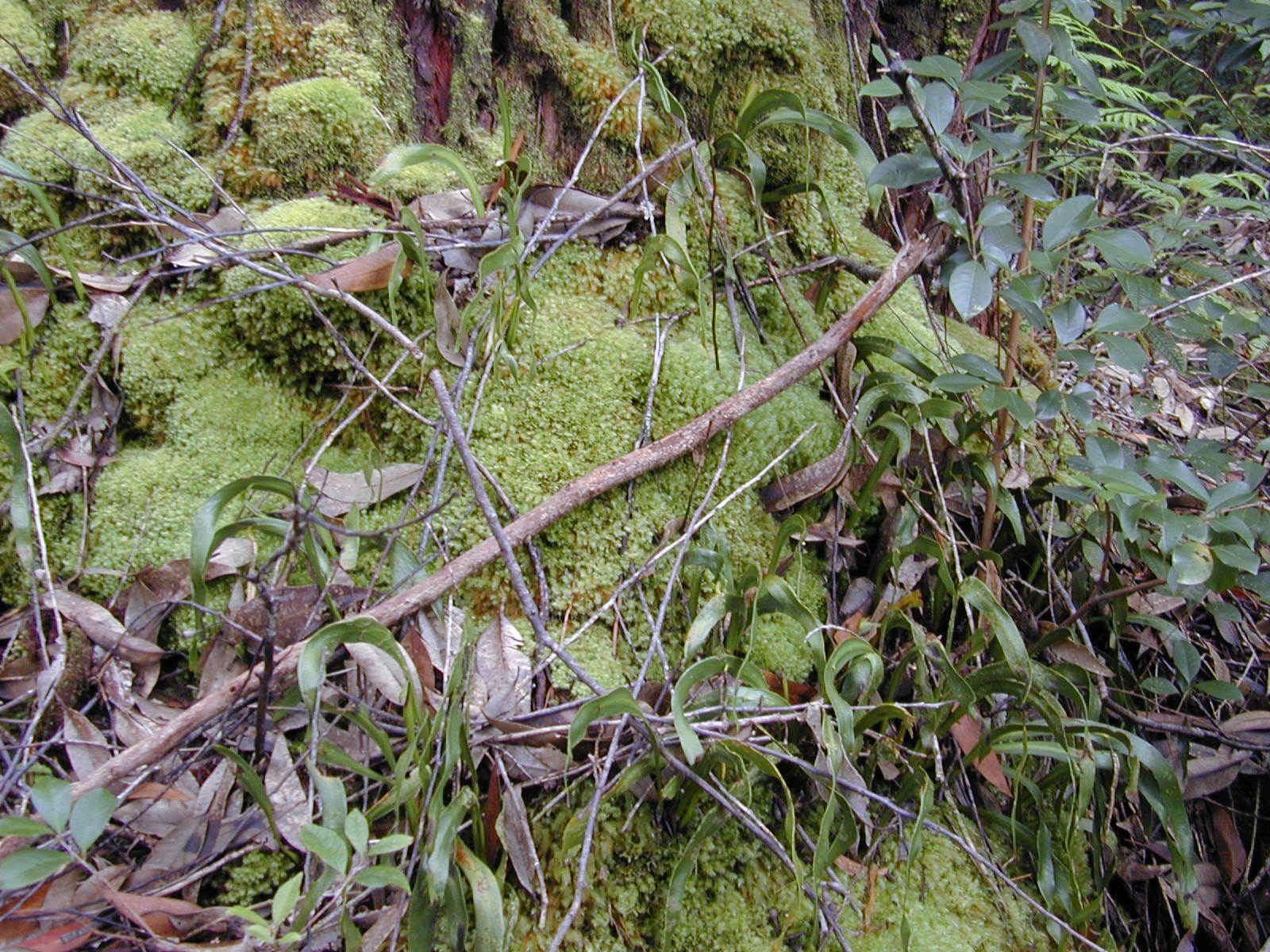
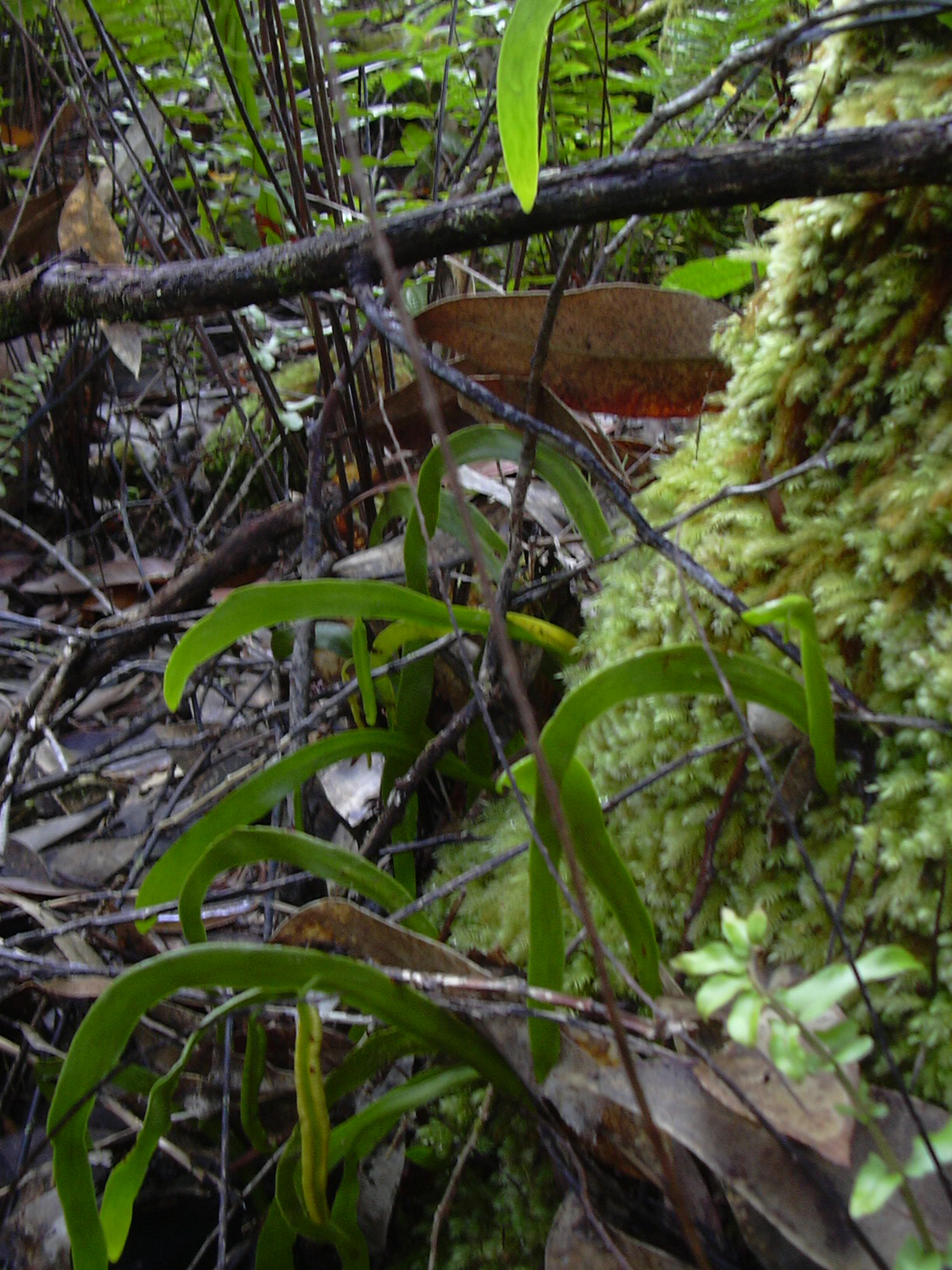